# Martha Johansson
Martha Johansson, conosciuta anche con il nome di No-Girl (identico nell'originale), è un personaggio dei fumetti Marvel Comics, creato da Grant Morrison (testi) e Ethan Van Sciver (disegni) nel 2001. La sua prima apparizione avvenne nella serie New X-Men n. 118, anche se non gli fu attribuito un nome fino al n. 134.
Martha è un cervello mutante, scorporato e mantenuto in vita dentro ad un macchinario fluttuante, formato da un contenitore di vetro e da pezzi metallico-elettronici.

## Biografia del personaggio
Martha Johansson era una mutante fuggita di casa, che venne catturata dagli U-mani di John Sublime; essi estrassero il suo cervello dal suo corpo, per sfruttare le sue varie membra per i propri abietti fini. In particolare i poteri del cervello di Martha furono sfruttati da Sublime per cercare di catturare Emma Frost e Scott Summers; il tentativo riuscì solo inizialmente, perché in seguito i due X-Men riuscirono a liberarsi; Martha perciò si vendicò di Sublime, negando i poteri di Emma che lo stava reggendo nella sua forma diamantina, facendolo quindi precipitare al suolo da una notevole altezza.
In seguito Martha, con il codice di No-Girl, entrò a far parte del corpo studentesco dell'Istituto per mutanti di Xavier. In particolare entrò a far parte della classe speciale seguita da Xorn, dove divenne particolare ed inseparabile amica della misteriosa Ernst. Le due seguirono quindi Xorn quando questi impersonò Magneto (sotto influsso della droga/virus di Sublime), sollevando un gruppo di seguaci mutanti per conquistare l'isola di Manhattan, cercando nel frattempo di eliminare gli X-Men. In seguito al ripudio e poi alla sconfitta di Xorn/Magneto quindi Martha rimase sempre con gli X-Men, anche dopo che essi si trasferirono sull'isola di Utopia.
In uno degli episodi della miniserie Nation X viene rivelato che Quentin Quire ed il suo macchinario di contenimento sono stati trasferiti da Bestia su Utopia, dalla precedente sede di Westchester. In questa occasione Quentin afferma di annoiarsi nel suo piano di esistenza superiore e perciò decide di ritornare nel suo stato umano; quindi cerca di distruggere l'intera isola di Utopia usando i suoi enormi poteri, perché gli X-men gli hanno rubato l'idea di creare una nazione mutante. Ingaggia quindi un gioco mortale proprio con Martha Johansson, sfidandola a fermarlo in soli sette minuti e mezzo. Martha cerca di allertare gli X-Men o di localizzare Quentin, ma lui la intercetta in ogni tentativo, fino ad arrivare a rompere il suo contenimento di vetro, che le permette di sopravvivere. Martha però capisce che Quentin ha infiltrato Cerebra per distruggere l'isola e vendicarsi delle Naiadi di Stepford, imprigionandole in un nodo mentale. Martha infine riesce a liberare le Naiadi che unendo i loro poteri telepatici sconfiggono quelli di Quentin.

## Poteri e abilità
Martha Johansson è una mutante ridotta al suo solo cervello, che viene mantenuto in vita dentro un particolare meccanismo fluttuante di vetro e metallo. Il primo potere di Martha è quello della telepatia, con il quale riesce a comunicare con gli altri, anche se di solito preferisce rivolgersi solo ad alcuni amici, come Ernst, che poi riportano il suo pensiero alle altre persone. La sua telepatia le permette inoltre di prendere il controllo della mente di altre persone e di usare il loro corpo come se fosse il suo.
Il suo secondo potere è quello di negare agli altri mutanti i loro poteri, concentrando tutta la sua telepatia per prendere il controllo di queste loro specifiche caratteristiche. Il suo raggio esatto di azione non è conosciuto, ma finora è stato mostrato che deve trovarsi nelle vicinanze del soggetto a cui annulla i poteri.